# Ерзурум (еялет)
39°54′31″ пн. ш. 41°16′37″ сх. д. / 39.908611111111° пн. ш. 41.276944444444° сх. д.
Еялет або пашалик Ерзурум (осман. ایالت ارضروم) — адміністративно-територіальна одиниця Османської імперії. Існував у 1533—1867 роках з площею 29,690 км². Утворився внаслідок османських завоювань на Кавказі. У 1867 році перетворено на вілайєт Ерзурум.

## Історія
Розташовувалося у межах старовинного Вірменського царства. Згодом була частиною румського султанату, Ак-Коюнлу та Персії. У 1514 році османський султан Селім I у битві під Чалдираном переміг персів та захопив Ерзурум. Спочатку зробив його санджаком у складі Діярбекірського бейлербейства. У 1533 році Ерзурумський санджак перетворено на самостійне бейлербейство (з 1590 року є еялетом). Незабаром тут впроваджено тімарну систему.
Ерзурумський еялет відігравав важливу роль у збереженні османської влади у Вірменії та південно-західному Кавказі. Звідси зазвичай вирушали проти перських залог у Карабасі та Нахічевані. Зазвичай ерзурумський паша взаємодіяв з карським пашею у війнах на Кавказі.
1622 року очільник еялету Абаза-паша підняв повстання в Ерзурумі проти засилля яничарів. Абаза-паша фактично став напівнезалежним володарем та навіть допомагав перському шаху Аббасу I, який воював з Османською імперією. Також робив спроби розширити владу на сусідні пашалики, проте марно. 1628 року Абазу-пашу переміг і полонив великий візир Хосров-паша.
У 1730 році під час чергової турецько-перської війни еялет з містом Ерзурум захопив Надир Шах. Лише у 1735 році вдалося повернути провінцію до складу імперії. У 1770 році на деякий час ерзурумський пашалик знову стає незалежним, скориставшись поразками султанського війська у війні з Російською імперією та відновленням потуги Персії на Кавказі. Втім до 1772 року владу Стамбула тут відновлено. Це дозволило попередити у 1774 році наступ персів на цей еялет.
Надалі ерзурумський еялет перетворився на важливу базу у протистоянні з Російською імперією та Персією. У 1821 році під час нової війни з останнього перський військовик Аббас-Мірза захопив еялет та фортеці, завдавши тяжкої поразки османському війську у битві під Ерзурумом. За Ерзурумською угодою 1823 року еялет було повернуто до складу Османської імперії. Лише новий Ерзурумський договір 1847 року встановив тривалий мир між Персією та османською імперією, визначивши кордони, зокрема й Ерзурумськогое ялету.
Водночас більшою загрозою для існування пашалика стали дії російської імперії. Під час російсько-турецької війни 1828—1829 років Іван Паскевич на Ерзурумській рівнині завдав нищівної поразки османським військам, захопивши весь еялет разом з Ерзурумом, що на той час вже являла потужну фортецю. За Адріанопольським мирним договором 1829 року Ерзурум було повернуто султану, а 5 тис. вірменських родин пересилилося до меж Російської імперії.
У 1867 році Ерзурумський еялет було перетворено на вілайєт з цією ж назвою.

## Структура
Протягом кінця XVI — усього XVII ст. провінція складалася з 12 санджаків: Ерзурум (Санджак Паша), Мамар (Аргуван), Інкая, Тортум, Пюлюмюр, Теман, Малазгірт, Гинис, Іспир, Пасінлер, Кіги, Шебінкарахісар.
Після невдалих війн з Персією та Росією у XIX ст. кількість санджаків скоротилося до 6: Ерзурум, Кемах, Шебінкарахісар, Маден, Ерзінджан, Гюмюшхане.

## Населення
Тривалий час основу становили вірмени та тюркські племена, частково перси. Внаслідок різних війн до середини XIX ст. Тут переважали турки. Втім залишалися сільські анклави вірмен та курдів. Існували поселення туркоманів.

## Соціальне становище
Існувало 5159 тімарів і 120 зеаметів. У часи піднесення еялет міг виставити військо в 3055 спагіїв (не рахуючи загонів, найнятих коштом пашів і сандажкбеїв). Дохід від хаса бейлербея (згодом паші) становив 1 млн. 214 тис. акче. Доходи санджакбеїв коливалися від 100 до 320 тис. акче.

## Економіка
Основу становило скотарство, частково тваринництво. Деякий розвиток отримали ремесла. Втім основний зиск еялет мав від транзитної торгівлі. Тут було зведено численні караван-сараї, де зупинялися торговці, що рухалися Шовковим шляхом з Китаю через Персію до Стамбула. Паші забезпечували захист караванів, належне облаштування торгівців та ринків. Найбільше їх піднесення відбувалося у 2-й половині XVI ст. та у 1650—1700 роках. Втім, статус великого торговельного міста Ерзурум зберіг до 1770-х років.